# Openbaar Entrepot voor de Kunsten

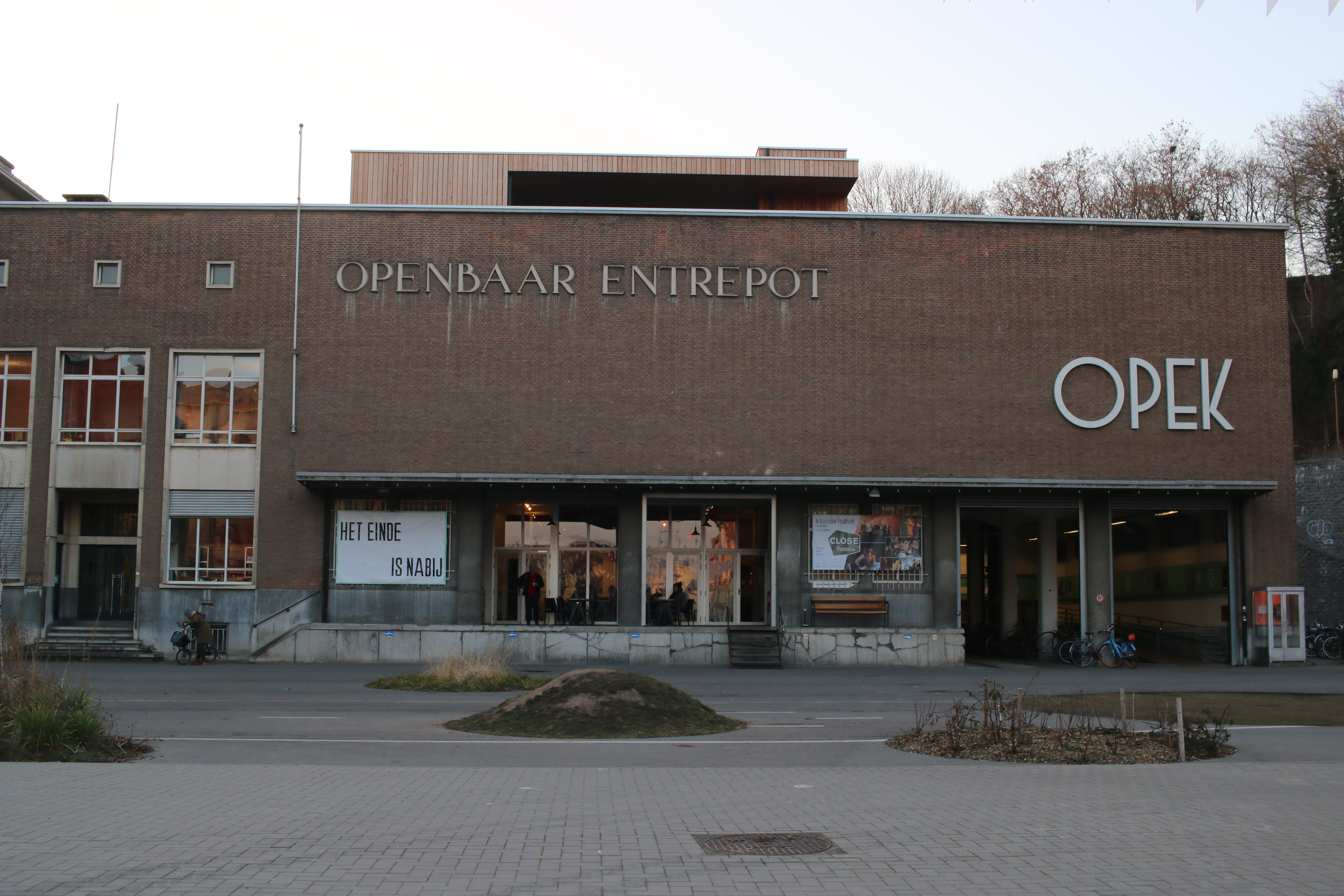
Het Openbaar Entrepot aan het Victor Broosplein

Het Openbaar Entrepot voor de Kunsten, kortweg OPEK, is een artistiek centrum in de Belgische stad Leuven. Het centrum is gevestigd in het voormalig Openbaar Entrepot aan het Victor Broosplein tussen de abdij Keizersberg en de Vaartkom.

## Gebouw
OPEK is gevestigd in het voormalig Openbaar Entrepot, dat in 1954 werd gebouwd naar een ontwerp van architect Victor Broos. De inhuldiging vond plaats in oktober 1956. Het gebouw omvatte een kantoorgedeelte met ontvangkantoor van de Douane en Accijnzen en het douaneagentschap van de Nationale Maatschappij van Buurtspoorwegen en een entrepotgedeelte met opslagruimtes.
In 2000-2001 werkten de Leuvense kunstenorganisaties Artforum, fABULEUS en Braakland/ZheBilding samen om hun werkplekken in de Molens van Orshoven aan de Vaartkom onder te brengen. In 2005 traden ook Mooss en WISPER toe tot het samenwerkingsverband, dat werd overkoepelend met de vzw TPAKT Infra. Vanwege de wijkontwikkeling aan de Molens Van Orshoven was de vzw in 2009 genoodzaakt te verhuizen. In september 2011 opende in het voormalig entrepot het Openbaar Entrepot voor de Kunsten (OPEK).

## OPEK
OPEK is een culturele site waar die dienst doet als ontmoetingsruimte voor culturele organisaties en verschillende kunstdisciplines, waaronder dans, theater, beeldende kunsten, muziek, literatuur en fotografie. De site telt enkele theaterzalen, kunstateliers, werk-, vergader- en repetitieruimtes en een café.
Verschillende kunstenorganisaties zijn gehuisvest in het OPEK-gebouw: Trill, Mooss, Bamm! en WISPER, theatergezelschap Het nieuwstedelijk, dans- en theaterproductiehuis fABULEUS, het sociaal-artistiek atelier De FactorY en jongerenorganisatie Urban Woorden. Het wordt ook gebruikt door de opleiding drama van de LUCA School of Arts en het Leuvense filiaal van Kunst in Huis vindt er ook zijn thuis.